# 特別警備隊 (海上保安庁)
特別警備隊（とくべつけいびたい）は、海上保安庁の警備実施等強化巡視船（特警船）に設置されている部隊。海上・港湾での警備業務を主任務としており、都道府県警察の機動隊に相当する。略称は特警隊。

## 来歴
昭和40年代の日本社会では公害が重大問題となっており、1967年には公害対策基本法が公布・施行されるに至っていた。海でも事情は同様で、海洋汚染の原因企業等に対する漁業者の抗議活動や石油備蓄施設・発電所などに対する建設反対運動が多発し、海上保安庁はその対応に追われることになった。1971年2月には大阪セメント臼杵工場誘致を巡る海上警備、1973年6月には徳山の水銀使用工場を巡る海上公害紛争警備、そして1975年1月には伊達発電所建設を巡る海上警備などが実施された。
また当時は安保闘争期でもあり、アメリカ海軍艦、特に原子力艦の寄港に対する反対運動も多発した。1964年8月にアメリカ海軍原子力潜水艦の日本寄港が閣議承認され、同年11月に「シードラゴン」が佐世保に初寄港した際には、反対派の海上行動に備えた海上警備が実施された。また1968年には佐世保エンタープライズ寄港阻止闘争もあって、現在に至るも、米艦出入港時の海上警備は継続されている。
当時、伊達発電所建設反対派が三里塚芝山連合空港反対同盟とも交流するなど、極左暴力集団の海上進出により、過激で悪質な妨害行為が予測される情勢にあった。1974年8月の原子力船の「むつ」の大湊出港に伴う警備は、『海上保安庁30年史』で「前例のない大規模なもの」と形容されるものとなった。また1978年4月の七尾大田火力発電所建設を巡る警備では反対派による傷害事件が発生し、警備実施に大きな課題を残した。
これらの情勢を踏まえて、1981年7月、警備体制強化のため警備実施強化巡視船（特警船）の制度が発足し、横浜海上保安部の「いず」が第一号となった。そしてその警備実施の中核部隊として編成されたのが特別警備隊である。

## 編制
特警船は順次に増勢し、2019年現在、全国11管区で計12隻が指定されている。
なお海上保安庁では、集団警備力としての特警隊とは別に、被疑者の制圧を担当する要員として、本庁刑事課の主導で平成17年度に第1・2・7管区の巡視船に「機動警備隊」を設置したのち、翌平成18年度には「制圧班」と改称した上で全管区に水平展開しているが、この組織も、特警隊と並んでテロ対策訓練にしばしば登場している。

### 組織
上記の経緯より、特別警備隊は、警備の専門知識・技能を備えた中核部隊として、特警船の船内に設置されている。任務としては警察の機動隊と同様であるが、巡視船は人数が少ないことから、基幹機動隊のようなフルタイムの専任要員とはできず、特別機動隊のようなパートタイムの兼務要員となっており、平時は他の乗員と同様に船舶運航・海難救助等に従事して、必要に応じて招集される体制となっている。
特別警備隊は、各船ごとに15名ずつの小隊を2個設置しており、特別警備隊長の指揮のもと、規制班・採証班・広報班の3班がある。
規制班
暴徒化したデモ者を実力をもって鎮圧する暴動鎮圧要員。
採証班
犯罪行為を行なったデモ者を検挙した際に必要となる証拠を採集しておく要員。
広報班
警察機動隊のDJポリスと同様で、スピーカーを使って、デモ者に対して通告・慰撫を行う要員。

### 装備
雑踏警備・暴動鎮圧のため、規制班は機動隊と同様の出動服やヘルメットなどを着装し、大盾操法や逮捕術などの訓練を行なっている。
暴力団や外国の犯罪組織が関与していた場合には銃器による抵抗が懸念されるため、2000年以降、拳銃としては、装弾数が多いM5906が導入された。その他の武装は基本的に海上保安庁の標準的な装備品を用いており、64式7.62mm小銃や89式5.56mm小銃、また特殊弾発射用およびドア破砕用としてレミントンM870 マリンマグナムが装備されている。

## 活動史
特別警備隊が対応した主な事件は以下のとおりである。
- 1983年3月21日、アメリカ海軍の原子力空母「エンタープライズ」が佐世保に入港した際、日米安保に反対する極左過激派（中核派等）による海上暴動が発生。活動家の投擲した火炎瓶等により、第七管区へ応援派遣され海上警備に従事中であった巡視船「いず」の特別警備隊員が負傷した。また、「いず」特別警備隊が乗船していた巡視艇等に対し[要出典]、活動家が乗船している漁船数隻が激しい衝突を繰り返したため、接舷移乗により、公務執行妨害で活動家5名及び漁船乗組員1名を現行犯逮捕した。
- 1989年8月、東シナ海を航行中のパナマ船籍の鉱石運搬船内で船員が暴動を起こす事件が発生し、所轄の第11管区の巡視船艇に加えて「くにさき」の特別警備隊も投入され[注 1]、暴動船に乗船して事態を収拾、那覇港まで乗船して警備にあたった[2][注 2]。
- 2004年、尖閣諸島の領有権を主張する中国人活動家7名が尖閣諸島の領海内に侵入。海上保安庁の制止を振り切って魚釣島に不法上陸後、尖閣神社を破壊したため、特別警備隊が沖縄県警察の警察官とともに合同捜査を敢行し[要出典]、活動家を密入国（出入国管理及び難民認定法違反）の現行犯で逮捕した。逮捕後、犯人らは沖縄県警察に引き渡されたが、尖閣諸島を日本固有の領土として領土問題を否認した小泉純一郎内閣の意向を受けて那覇地方検察庁が不起訴処分を決定。犯人は処分の確定と同時に入国管理局を通じて中華人民共和国へと強制送還され、事件は終結した。